# Zoe Gillings
Zoe Gillings, coniugata Gillings-Brier (Douglas, 14 giugno 1985) è un'ex snowboarder britannica.

## Palmarès

### Coppa del Mondo
- Miglior piazzamento nella Coppa del Mondo di snowboard cross: 4ª nel 2005
- 7 podi:
  - 1 vittoria
  - 2 secondi posti
  - 4 terzi posti

#### Coppa del Mondo - vittorie
| Data              | Località     | Paese | Specialità |
| ----------------- | ------------ | ----- | ---------- |
| 16 settembre 2004 | Valle Nevado | Cile  | SBX        |

Legenda:

SBX = Snowboard cross